# قره مصطفی پاشا
قره مصطفی پاشا (ترکی عثمانی: مرزیفونلی قره مصطفی پاشا؛ زاده ۱۶۳۴ یا ۱۶۳۵ – درگذشته ۲۵ دسامبر ۱۶۸۳) وزیر اعظم امپراتوری عثمانی از سال ۱۶۷۶ تا ۱۶۸۳ بود. او از شخصیت‌های اصلی آخرین تلاش‌های امپراتوری عثمانی برای توسعه به اروپای مرکزی و شرقی بود. پس از شکست امپراتوری عثمانی در نبرد وین در برابر اتحاد مقدس به دستور محمد چهارم پادشاه عثمانی در شهر بلگراد به وسیله طناب ابریشمی (نوعی گرات) خفه شد.